# La partita. Il romanzo di Italia-Brasile
La partita. Il romanzo di Italia-Brasile è un saggio di Piero Trellini, pubblicato nel 2019 dalla casa editrice Mondadori e vincitore del Premio Bancarella Sport nel 2020.
Il libro racconta la celebre partita di calcio disputata tra le nazionali di Italia e Brasile, giocato allo stadio di Sarriá di Barcellona il 5 luglio 1982, durante il secondo turno eliminatorio del campionato mondiale di calcio di Spagna.